# Lost in Time (The Sarah Jane Adventures)
Pour les articles homonymes, voir Lost in Time.
Lost in Time (Perdus dans le temps) est le cinquième épisode de la quatrième saison de la  série britannique de science-fiction The Sarah Jane Adventures. À ce jour, la série n'a jamais été diffusée en France.

## Synopsis
Sarah Jane, Clyde et Rani sont envoyés en mission à différents points de l'histoire par un mystérieux perroquet.

### Première partie
Sarah Jane, Rani et Clyde sont attirés par un article de presse vers une boutique où un extra-terrestre s'est manifesté. À leur arrivée, ils sont accueillis par le mystérieux propriétaire et son perroquet. Celui-ci a besoin de leur aide pour sauver la Terre. Ils doivent trouver trois éléments faits de chronosteen, un métal forgé dans le vortex du temps qui peut transformer la destinée, avant qu'il ne soit trop tard. Ces éléments peuvent être trouvés à des moments clé de l'histoire de la Terre. Le propriétaire de la boutique parvient à ouvrir une fenêtre temporelle, dans lequel Sarah, Rani et Clyde sont aspirés. Ils sont transportés à travers le temps à trois différentes époques, et chacun doit affronter seul le danger.
Rani se retrouve dans la Tour de Londres le 19 juillet 1553, comme dame de compagnie de Lady Jeanne Grey, dont le trône est sur le point d'être usurpé par Marie Ire. C'est le dernier jour de son règne. Rani et Lady Jeanne deviennent rapidement amies. Mais l'armée de Marie a atteint Londres. Rani découvre un complot pour tuer Lady Jeanne cette même nuit.
Clyde est transporté dans un village du littoral anglais en 1941 pendant la Seconde Guerre mondiale. Il y rencontre George, un adolescent réfugié là, qui a aperçu trois soldats SS sur la plage, sous les ordres d'un officier. Les Allemands disposent d'une arme secrète baptisée le Marteau de Thor et l'installent dans une église. Ce dispositif peut perturber les défenses radar britanniques et permettre une invasion du Royaume-Uni. C'est en fait l'élément de chronosteen que Clyde recherche. Clyde et George, cachés dans l'église, sont découverts.
Sarah Jane arrive dans une maison hantée en 1889. Elle y rencontre une jeune fille, Emily Morris, à la recherche des fantômes. À huit heures ceux-ci se manifestent. Ils entendent une femme parler et des enfants jouer avec le feu. Les fantômes ne sont pas issus du passé, mais du futur, lorsqu'un incendie a eu lieu et tué les enfants. Sarah Jane et Emily doivent trouver un moyen d'empêcher cela d'arriver.

### Seconde partie
Rani empêche Lady Mathilda de tuer Jeanne Grey avec un poignard de chronosteen. Mathilda voulait faire de la Reine une martyre pour inspirer aux protestants une révolte contre Marie. Rani reste avec Jeanne jusqu'à ce qu'elle soit emmenée en captivité. Elle promet à Lady Jeanne qu'elle ne sera oubliée ni par l'histoire ni par elle-même. Se saisissant du poignard, Rani disparaît à travers la fenêtre temporelle. Jeanne croit que Rani est un ange et, puisque les anges ne disent que la vérité, elle va vers sa mort confiante dans le souvenir qu'elle laissera.
Clyde déroute les Allemands avec son téléphone mobile, en prétendant qu'il s'agit d'une bombe sophistiquée; George parvient à utiliser ce moment pour s'emparer du marteau de Thor. Les deux s'enferment dans une salle sous le clocher, et sonnent les cloches pour alerter les gens du village et la Home Guard de la situation. Les Allemands retournent prestement vers la plage mais sont capturés par la Home Guard. George parle de son devoir et de son désir de rejoindre l'armée dès qu'il en a l'âge, rejetant le conseil de Clyde qu'il attende 1945; Clyde le supplie d'être prudent avant de disparaître dans la fenêtre temporelle. George arrive sur la plage et pose en armes pour une photographie avec les troupes allemandes dont Clyde et lui ont permis la capture. George survivra a la guerre et ira même jusqu'à apporter une importante contribution au développement du radar après-guerre, pour laquelle il sera récompensé par la Reine au soir de sa vie.
Sarah Jane recule l'horloge pour la remettre à huit heures et la hantise reprend. Cette fois, ils voient une nounou du futur qui parle avec un téléphone portable. Les enfants sont enfermés dans une chambre et jouent avec une bougie. Emily parvient à appeler les enfants et ils l'entendent. C'est la peur qu'elle a ressentie à la perte de sa mère qui la connecte à eux. Emily utilise ce pouvoir pour faire tourner la clef, qui est en chronosteen, dans la serrure, et les enfants s'échappent. Sarah Jane, qui tient la clef, commence à disparaître par la fenêtre temporelle, mais Emily prend la clef et ne la lâche pas. Quand Sarah Jane revient au présent la fenêtre temporelle est en phase critique et sans la clef, le monde va être aspiré dans le vortex temporel. À ce moment une femme arrive à la boutique avec la clef. La fenêtre temporelle se referme. Le propriétaire du magasin, sans aucune explication, leur dit adieu et disparaît avec son perroquet appelé Capitaine.
La femme est Angela Price, une petite fille d'Emily. Elle lui a dit de venir au magasin de l'article ce jour précis et de rendre la clef. Tandis qu'ils sortent de la boutique, Clyde complimente Rani pour sa robe de style Tudor.

## Distribution
- Elisabeth Sladen : Sarah Jane Smith
- Daniel Anthony : Clyde Langer
- Anjli Mohindra : Rani Chandra
- Cyril Nri : Propriétaire du magasin
- Elizabeth Rider : Mistress Ellen
- Fiona Hampton : Lady Matilda
- Richard Wisker : George Woods
- Tom Wlaschiha : Koenig
- Gwyneth Keyworth : Emily Morris
- Lucie Jones : Gemma
- Morgan-Faith Hughes : Katy
- Llewcus Oaten : Ben
- Rowena Cooper : Angela Price

## Continuité
- Le mystérieux propriétaire du magasin semble connaitre tout des précédentes aventures de Sarah Jane, Clyde et Rani.
- Rani évoque un garçon parmi ses amis qui lui plait. On peut supposer à la suite de l'épisode précédant qu'il s'agit de Clyde.
- À la fin de The Empty Planet Rani était faite "Lady" et joue un rôle dans cet épisode où elle se fait aussi appeler Lady Rani.